# Cladotanytarsus acuticauda
Cladotanytarsus acuticauda är en tvåvingeart som beskrevs av Jean-Jacques Kieffer 1924. Cladotanytarsus acuticauda ingår i släktet Cladotanytarsus och familjen fjädermyggor.
Artens utbredningsområde är Tyskland. Inga underarter finns listade i Catalogue of Life.